# Jay
| N28 · D36 · Y1 | M17 | M17 | A52 |

| N28 · D36 · Y1 | M17 | M17 | A52 |

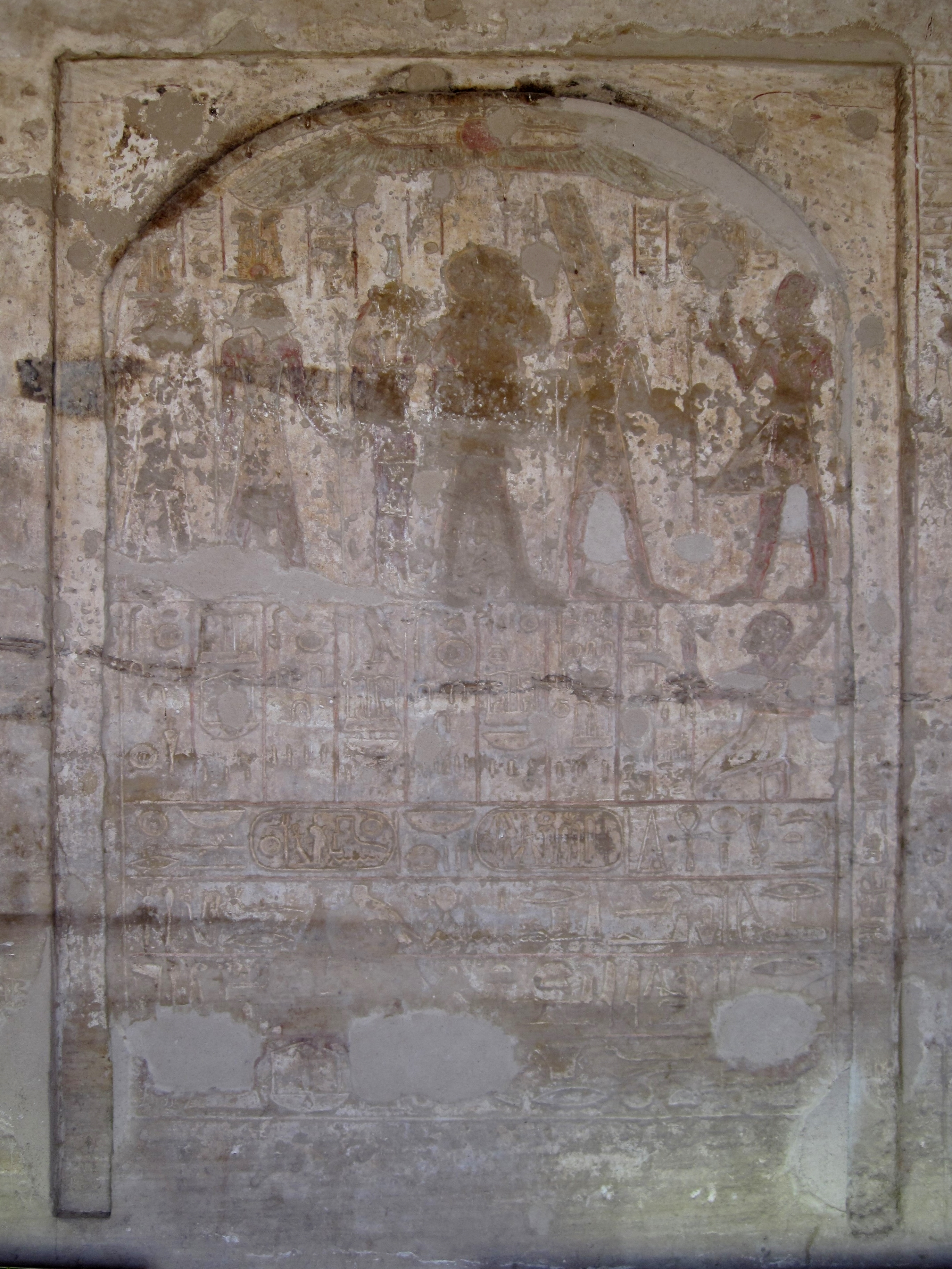
Interior del templo de roca del Haremhab en la cantera Jabal as-Silsila en el lado oeste del Nilo al norte de Kom Ombo, Egipto.

Jay era un noble del Antiguo Egipto, que fue chaty de Ramsés II en la época final de su reinado. Una estela hallada en Abidos menciona a sus padres, Hay y Nubdjeret. Del padre se dice que era favorecido en gran medida por el Señor de las Dos Tierras, y comandante de las tropas del dios. Nubdjeret era Cantante de Amón y Señora de la Casa. En la estela también figura su esposa, Iam, pero no sus posibles hijos.
La estela de Abidos muestra que Jay comenzó su carrera como Primer Heraldo Real del Señor de las Dos Tierras, que estaba encargado de informar los asuntos internos de Egipto. En el año 26 de Ramsés II fue nombrado chaty, sucediendo a Paser en el cargo; figura ya con el título en la estatua GCG 42165 de Ramsés. En el año 40 fue el encargado de anunciar el Heb Sed del faraón. En el oeste de Silsila una estela declara que El Señor de las dos tierras, Usermaatre Setepenre, Señor de las Coronas, Ramsés II, el que da la vida como Ra por siempre, Su Majestad dispuso que «el Noble hereditario, Compañero del Rey, Amado por el padre del dios, Guardián de Nejen, Profeta de Maat, Juez y dignatario, Gobernador de la ciudad y chaty, el digno Jay, queda encargado de anunciar la fiesta jubilar de toda la tierra, todo el Sur y el Norte.» Los anteriores festivales habían sido anunciados por Jay junto con el príncipe real Jaemuaset.

## Testimonios de su época
Se le conoce por figurar su nombre en varias estatuas y estelas de Abidos, Karnak, Tebas y Deir el-Medina, así como copias de su correspondencia que demuestran que era la autoridad suprema para los trabajadores de Deir el-Medina.
Su tumba no ha sido localizada, aunque se han encontrado algunas inscripciones que parecen ser de su templo funerario, y que apuntarían a que estaría en el Valle de los Nobles, la necrópolis oeste de Tebas.

### Citas
1. ↑   Kitchen, 2001, p. 26
2. 1 2 3  Kitchen, 2001, p. 27
3. 1 2   Kitchen, 1985, p. 28
4. ↑  Kitchen, 1985, p. 195
5. ↑   Kitchen, 2001, p. 29